# 소인수 알고리즘
소인수 FFT 알고리즘(Prime-factor FFT algorithm)이라고도 칭하며, 발견자의 이름을 사용해 Good–Thomas algorithm(1958/1963)으로도 불리는 소인수 알고리즘(Prime-factor Algorithm, PFA)은 중국인의 나머지 정리(Chinese Reminder Theorem, CRT)를 활용한 고속 푸리에 변환(FFT) 알고리즘이다. 이 알고리즘은 크기 N = N1N2인 신호를 2차원 이산 푸리에 변환(DFT) N = N1 X N2 로 재표현(re-expression)한다. 다만, 여기서 N1과 N2는 서로소(relatively prime), 즉 gcd(N1, N2)=1이어야 한다.
이 알고리즘의 장점은
1. 회전자(twiddle factor)에 의한 곱셈 연산(multiplication)이 불필요하다. 따라서, 처리 속도가 빠르다.
2. 변환의 in-place, in-order version을 구현하는 것이 가능하다. 즉, 변환된 값들은 메모리에서 입력값들을 바꾼다. 그리고 입력값들이 시간순서일때 출력은 주파수 순서이다.

단점은
1. 앞서 언급한 것처럼 N1과 N2는 '서로 소'이어야한다.
2. 중국인의 나머지 정리(CRT)를 사용하기때문에 더 복잡한 색인 재지정(re-indexing)을 수행해야한다.

소인수 알고리즘은 쿨리-튜키 알고리즘의 일반적 형태인 혼합기수(mixed-radix)알고리즘과 결합하여 사용할 수 있어서, 위에서 언급한 특별한 경우만이 아닌 임의의 크기 N 에도 적용할 수 있다. 데이터 크기 N=1000인 경우에 처리 예를 다음 그림에서 보여준다.

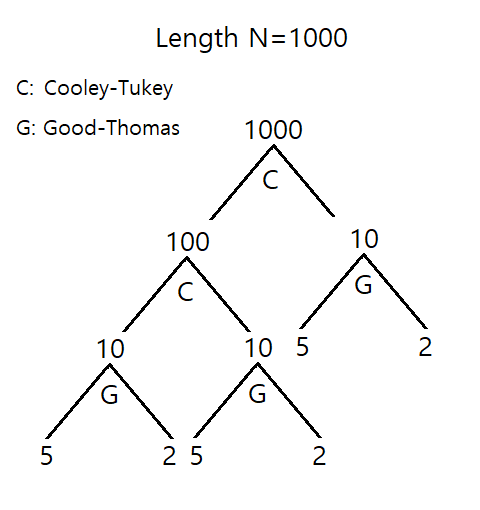
Good-Thomas 알고리즘과 혼합기수 Cooley-Tukey 알고리즘을 이용한 데이터 수 N=1000의 FFT 처리 방식.

## 알고리즘
신호의 길이가 N 일 때 이산 푸리에 변환(DFT)은
{\displaystyle f_{k}=\sum _{n=0}^{N-1}x_{n}e^{-{\frac {2\pi i}{N}}nk}=\sum _{n=0}^{N-1}x_{n}W_{N}^{nk}\qquad k=0,\dots ,N-2,N-1\qquad \qquad \qquad (1)}
신호의 길이가 N = r s인 경우를 생각해 봅니다. r 과 s는 서로소인 두 정수이다(위에서 언급한 N1, N2에 해당).
입력과 출력을 재색인화(re-indexing)하고 이를 DFT 공식에 대입하여 크기가 r X s인 2차원 DFT로 변환해 보자.
이와같이 일차원 DFT를 다차원으로 변환하는 것을 다중차원 사상(multi-dimensional mapping) 이라고 한다.

### 색인 재지정(re-indexing)
정수론의 이론을 이용하여 (식 1) DFT의 입력 쪽 색인 n과 출력 쪽 색인 k를 다음과 같이 나타낼 수 있다.
1) 굿스 매핑(Good's mapping)
{\displaystyle n=(n_{1},n_{0})\equiv sn_{0}+rn_{1}({\bmod {N}})\qquad (0\leq n_{0}\leq r-1,\quad 0\leq n_{1}\leq s-1)\qquad \qquad \qquad (2)}
최대공약수 표현 정리에 의하면 각 n에 대해 위 식을 만족하는 정수 n1과 n2가 있고, 합동이론에 따라 위의 식을 만족하고 위의 범위에 속하는 정수 n1과 n2가 유일하다는 것을 쉽게 알 수 있다. 이를 루리타니안 매핑(Ruritanian mapping) 또는 굿스 매핑(Good's mapping)이라 한다.
2) CRT 매핑(CRT mapping)
{\displaystyle k\equiv k_{0}({\bmod {r}})\qquad (0\leq k_{0}\leq r-1)}
{\displaystyle k\equiv k_{1}({\bmod {s}})\qquad (0\leq k_{1}\leq s-1)\qquad \qquad \qquad (3)}
중국인의 나머지 정리(CRT)에 따르면 모든 쌍 (k1, k2)에 대해  (식 3)의 두 방정식을 만족하는 0 과 N-1 사이에 고유한 k가 존재한다. 이를 CRT 매핑이라고 하며, 이를 수식으로 표현하면 다음과 같다.
{\displaystyle k=(k_{1},k_{0})\equiv [ss^{-1}({\bmod {r}})k_{0}+rr^{-1}({\bmod {s}})k_{1}]{\bmod {N}}\qquad \qquad \qquad (4)}

n과 k를 위와 같이 (식 3)과 (식 4)로 나타낼 수 있는 이유는r 과 s 가 '서로 소'이기 때문이다. 위의 전개와는 반대로 입력 n을 CRT 매핑하고 출력 k를 Good's 매핑 할 수도 있다.

### 재표현(re-expression)
위의 두 식 (식 2)와 (식 4)를  (식 1)에 대입하면 식의 회전자(twiddle factor)는 다음 (식 5)와 같은 형태를 가지게 된다.
{\displaystyle W_{rs}^{[sn_{0}+rn_{1}]{\bmod {N}}[ss^{-1}({\bmod {r}})k_{0}+rr^{-1}({\bmod {s}})k_{1}]{\bmod {N}}}}
회전자 자체가 mod N 의 성질을 가지고 있으므로 지수(exponent)에 나타나는 mod N 은 생략할 수 있다. 즉,
{\displaystyle =W_{rs}^{[sn_{0}+rn_{1}][ss^{-1}({\bmod {r}})k_{0}+rr^{-1}({\bmod {s}})k_{1}]}}
{\displaystyle =W_{rs}^{sn_{0}ss^{-1}({\bmod {r}})k_{0}+sn_{0}rr^{-1}({\bmod {s}})k_{1}+rn_{1}ss^{-1}({\bmod {r}})k_{0}+rn_{1}rr^{-1}({\bmod {s}})k_{1}}}
어떤 임의의 수 m에 대해 {\displaystyle W_{rs}^{mrs}=1} 이므로 윗 식 지수항의 두번째, 세번째 항은 생략 할 수 있다.
{\displaystyle =W_{rs}^{sn_{0}ss^{-1}({\bmod {r}})k_{0}+rn_{1}rr^{-1}({\bmod {s}})k_{1}}} 
{\displaystyle =W_{r}^{n_{0}ss^{-1}({\bmod {r}})k_{0}}W_{s}^{n_{1}rr^{-1}({\bmod {s}})k_{1}}}
r과 s는 '서로 소'이므로 각각의 역수 {\displaystyle r^{-1},s^{-1}} 이 존재하며 {\displaystyle ss^{-1}\equiv 1{\bmod {r}},\quad rr^{-1}\equiv 1{\bmod {s}}} 이기 때문에, 윗식의 {\displaystyle W_{r}^{ss^{-1}{\bmod {r}}}=W_{r}^{1},\quad W_{s}^{rr^{-1}{\bmod {s}}}=W_{s}^{1}}이다. 따라서,
{\displaystyle =W_{r}^{n_{0}k_{0}}W_{s}^{n_{1}k_{1}}} {\displaystyle \qquad \qquad (5)}

(식 2),(식 4), (식 5)로부터 (식 1)의 이산 푸리에 변환(DFT)은 최종적으로 다음과 같이 2차원으로 재표현된다.
{\displaystyle f(k_{1},k_{0})=\sum _{n_{1}=0}^{s-1}\sum _{n_{0}=0}^{r-1}x(n_{1},n_{0})W_{r}^{n_{0}k_{0}}W_{s}^{n_{1}k_{1}}\qquad \qquad (6)}
고속 푸리에 변환 위키 페이지에서 볼 수 있는 혼합 기수(mixed-radix) FFT의 다음(식 20)의 회전자 {\displaystyle W_{N_{1}N_{2}}^{k_{1}n_{2}}}가 위의 (식 6)에서는 생략된 것을 확인할 수 있다.
{\displaystyle H(k_{1},k_{2})=\sum _{n_{1}=0}^{N_{1}-1}W_{N_{1}N_{2}}^{k_{1}n_{2}}{\Biggl [}\sum _{n_{2}=0}^{N_{2}-1}h(n_{1},n_{2})W_{N_{2}}^{k_{2}n_{2}}{\Biggr ]}W_{N_{1}}^{k_{1}n_{1}}}
{\displaystyle =\sum _{n_{1}=0}^{N_{1}-1}W_{N_{1}N_{2}}^{k_{1}n_{2}}h^{'}(n_{1},n_{2})W_{N_{1}}^{k_{1}n_{1}}\qquad \qquad (20)}

## 예제
r=3, s=4 인 신호의   소인수 FFT 를 적용해보자. 이 경우 (식 2)는
{\displaystyle n=(n_{1},n_{0})\equiv 4n_{0}+3n_{1}({\bmod {1}}2)\qquad (0\leq n_{0}\leq 2,\quad 0\leq n_{1}\leq 3)}
이며, (식 4)에서 {\displaystyle rr^{-1}({\bmod {s}})=33^{-1}({\bmod {4}})=9,\qquad ss^{-1}({\bmod {r}})=44^{-1}({\bmod {3}})=4} 가 성립하므로 k 는
{\displaystyle k=(k_{1},k_{0})\equiv 4k_{0}+9k_{1}({\bmod {1}}2)\qquad (0\leq k_{0}\leq 2,\quad 0\leq k_{1}\leq 3)}
이 된다. (식 6)은
{\displaystyle f(k_{1},k_{0})=\sum _{n_{1}=0}^{3}\sum _{n_{0}=0}^{2}x(n_{1},n_{0})W_{3}^{n_{0}k_{0}}W_{4}^{n_{1}k_{1}}}
그럼 {\displaystyle (n_{1},n_{0})}이 변함에 따라 {\displaystyle x(n)=x(n_{1},n_{0})}이 어떻게 2차원 도표로 변하는 지,  {\displaystyle (k_{1},k_{0})}에 따라 {\displaystyle f(k)=f(k_{1},k_{0})} 는 어떻게 되는 지를 표로 만들어 보자.
| n  | 0  | 1  | 2  | 3  | 4  | 5  | 6  | 7  | 8  | 9  | 10  | 11  |
| xn | x0 | x1 | x2 | x3 | x4 | x5 | x6 | x7 | x8 | x9 | x10 | x11 |
| -- | -- | -- | -- | -- | -- | -- | -- | -- | -- | -- | --- | --- |

| x(n1,n0) | x(n1,n0) | n0   | n0    | n0    |
| x(n1,n0) | x(n1,n0) | 0    | 1     | 2     |
| n1       | 0        | x(0) | x(4)  | x(8)  |
| n1       | 1        | x(3) | x(7)  | x(11) |
| n1       | 2        | x(6) | x(10) | x(2)  |
| n1       | 3        | x(9) | x(1)  | x(5)  |
| -------- | -------- | ---- | ----- | ----- |

| f(k1,k0) | f(k1,k0) | k0   | k0    | k0    |
| f(k1,k0) | f(k1,k0) | 0    | 1     | 2     |
| k1       | 0        | f(0) | f(4)  | f(8)  |
| k1       | 1        | f(9) | f(1)  | f(5)  |
| k1       | 2        | f(6) | f(10) | f(2)  |
| k1       | 3        | f(3) | f(7)  | f(11) |
| -------- | -------- | ---- | ----- | ----- |